# Lavci
Lavci (em macedônio/macedónio:  Лавци, em turco:  Lavtsi) é uma vila situada no Município de Resen, na Macedônia do Norte, norte do Lago Prespa. Sua população é de 134 residentes, de acordo com o censo de 2002.

## Demografia
Lavci é uma das duas vilas no município com uma população de maioria turca, sendo a outra Kozjak.
| Grupo étnico       | 1961   | 1961 | 1971   | 1971 | 1981   | 1981 | 1991   | 1991 | 1994   | 1994 | 2002   | 2002 |
| Grupo étnico       | Número | %    | Número | %    | Número | %    | Número | %    | Número | %    | Número | %    |
| ------------------ | ------ | ---- | ------ | ---- | ------ | ---- | ------ | ---- | ------ | ---- | ------ | ---- |
| Eslavos-macedônios | 121    | 35.7 | 103    | 33.0 | 97     | 27.1 | 28     | 13.9 | 28     | 19.3 | 18     | 13.4 |
| Turcos             | 217    | 64.0 | 209    | 67.0 | 241    | 67.3 | 164    | 81.6 | 113    | 77.9 | 113    | 84.3 |
| outros             | 1      | 0.3  | 0      | 0.0  | 20     | 5.6  | 9      | 4.5  | 4      | 2.8  | 3      | 2.2  |
| Total              | 339    | 339  | 312    | 312  | 358    | 358  | 201    | 201  | 145    | 145  | 134    | 134  |